# Rufo Garrido
Rufo Manuel Garrido Gamarra (Cartagena de Indias, 14 de noviembre de 1896-Cartagena de Indias, 3 de noviembre de 1980) fue un saxofonista, compositor y arreglista colombiano que dirigió su propia orquesta y desarrolló su trabajo en el ámbito de la cumbia y el porro. En su haber se encuentran decenas de éxitos de la música caribeña colombiana, muchos de ellos de su autoría. 

## Historial

### Primeros años
Hijo de Sixto Manuel Garrido, panadero de profesión, y Fernina Gamarra, nació en el barrio El Espinal de la ciudad de Cartagena, denominado popularmente como el “El callejón Garrido”, por las frecuentes veces que buscaban la panadería de su padre.
Rufo Garrido se inició musicalmente en Cartagena tocando el saxofón gracias a la ayuda de amigos extranjeros. También tocó ocarina con los Salesianos. Aunque no terminó la Primaria, la música le permitió salir adelante.

### Trayectoria musical
Fue integrante de la Orquesta Ondas del Sinú y de la Sonora Cordobesa en la etapa en la que fue dirigida por Simón Mendoza, así como de Pedro Laza y sus Pelayeros. Dirigió la Orquesta Maravilla, El Combo de Oro y la Sonora Curro.
En 1952 inició su carrera independiente. Grabó sus dos primeros temas con el sello Tropical en un sencillo de 78 RPM, con los temas "El Chinche" y "La Mula".
En 1954 protagonizó un multitudinario concierto en el marco del Carnaval de Barranquilla, en el estadero Mi Kioskito, de Víctor Reyes, situado en el barrio San Felipe, en la carrera 21 con calle 68, sitio en donde se constituyó en el primer músico colombiano en cobrar $60.000 por una presentación.
Entre sus éxitos se encuentran El cebú (composición suya de 1947 grabada cuando era integrante de Pedro Laza y sus Pelayeros, Brisas de Diciembre, Compadrito, La vaca vieja, El buscapié, Que toque Rufo, Timba y Tambó, Linda trigueñita o Falta la plata. 

## Influencias
Uno de sus hijos, que también es saxofonista, Abraham Garrido Martínez, afirma que su padre tenía influencias del jazz y el blues en sus arreglos: "Lo que más recuerdo con emoción de mi padre es la manera como tocaba su saxofón: su fraseo era puro jazz y lo hacía con decisión y fuerza. Basta escuchar “El cariseco”, “El mochilero”, “La Estereofónica”, esos acordes son de jazz. Son porros orquestados, suena el guacho, y hay momentos en que el porro está hecho en el formato del jazz, especialmente cuando solos instrumentales. Hay una gran improvisación jazzística, un manejo de la escala pentanónica. Creo que mi papá tuvo una influencia del blues americano y aprovechó esas grabaciones".

## Integrantes de la Orquesta de Rufo Garrido

### En su Época de Oro en 1960[3]
- Rufo Manuel Garrido Gamarra - Director y Saxo
- Lalo Orozco - Piano (Puertorriqueño)
- Edrulfo Polo - Trompeta

Fernando Carrillo Rodríguez - Segunda Trompeta (Turbaquero)
- Manuel García - Trompeta
- Manuel Villanueva - Trompeta
- Clímaco Sarmiento - Saxo y Clarinete
- Alvaro Cárdenas Román - Saxo y Clarinete
- Rosendo Martínez - Trombón y Bombardino
- Julio Rodríguez
- Clodomiro Montes - Percusionista (Puertorriqueño)
- Crescencio Camacho - Cantante
- Isidro “Pibe” Velasco - Cantante
- Mariana Burgos - Cantante

### Cantantes de la Orquesta de Rufo Garrido en todas sus épocas[3]
- Crescencio Camacho
- Isidro “Pibe” Velasco
- Tony Zúñiga
- Eliseo Herrera
- Gustavo Rada
- Mariana Burgos
- Campo Elías Medrano
- Ceferino Meléndez
- Ñañita Castro
- Tito Ávila